# Psalm 138

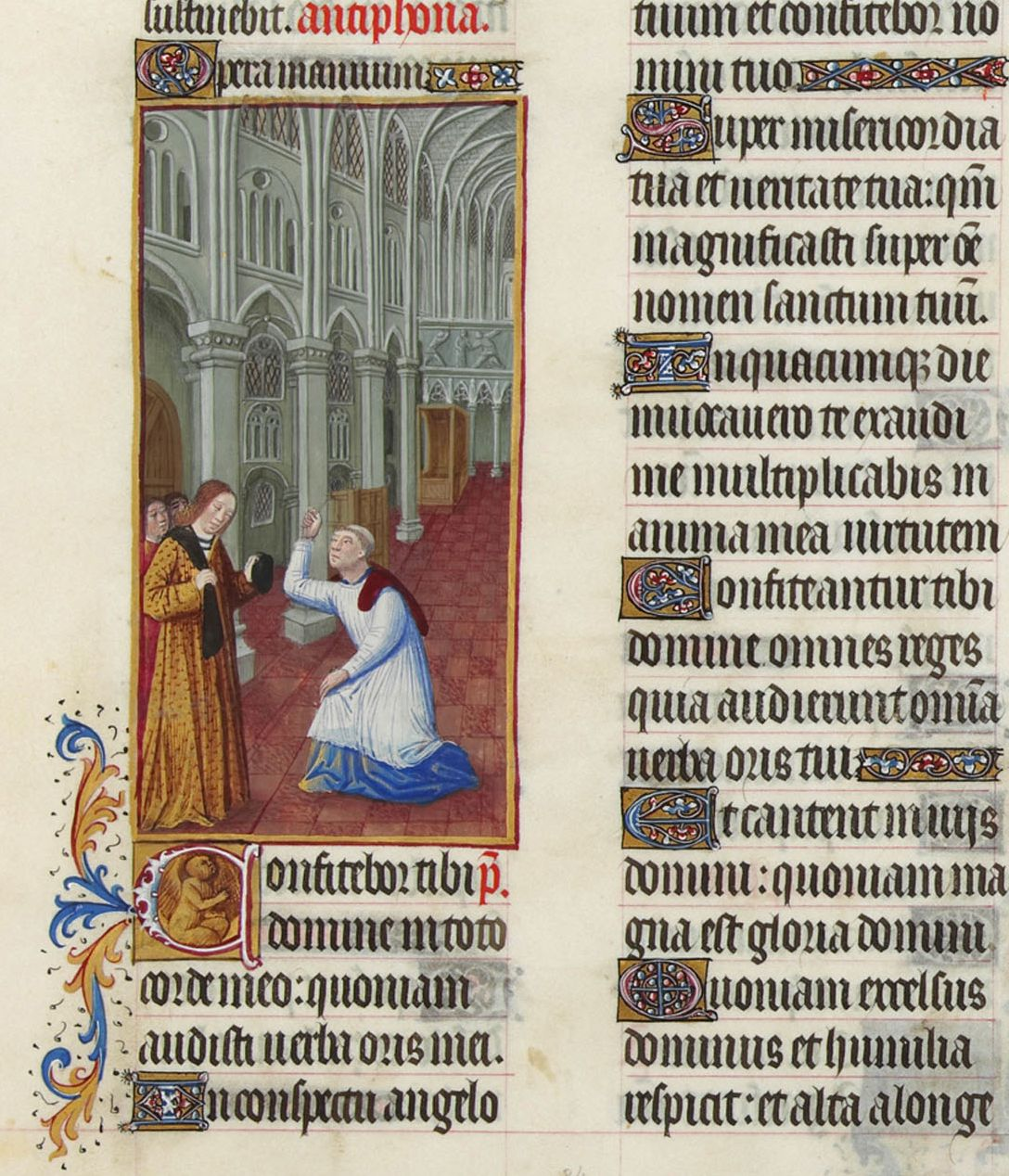
Psalm 138 im Manuskript Très Riches Heures. 15. Jahrhundert

Psalm 138,3 in Esperanto und als Fotoaufnahme interpretiert

Der 138. Psalm ist ein biblischer Psalm aus dem  fünften Buch des Psalters. Es handelt sich dabei um einen Dankpsalm, der zur Gruppe der Davidpsalmen gehört.

## Inhalt
Der Psalmbeter trägt sein Loblied im Vorhof des Tempels vor. Er dankt darin Gott für die Rettung aus großer Not. Wenn es im 1. Vers heißt, dass er Gott „vor den Göttern“ lobsingen will, dann kommt dadurch wahrscheinlich zum Ausdruck, dass er Gott allen falschen Göttern zum Trotz, die in der Umgebung des Beters verehrt werden, danken will. Die Verse 4 und 5 sind als Aufforderung zu verstehen Gottes Größe anzuerkennen und diese zu besingen. Vers 6 betont, dass Gott trotz seiner hohen Erhabenheit noch um die Nöte der Niedrigen weiß. Der Verse 7 und 8 beschließen den Psalm mit einem Bekenntnis unerschütterlichen Vertrauens, dass Gott alles zur Rettung des Beters tun wird.

## Rezeption

Confitebor tibi Domine (v.1.), Wahlspruch auf Bischofswappen von Filippo Strofaldi

Johann Rist (1607–1667) greift Vers 7 in seinem Lied Man lobt dich in der Stille (1654; EG 323) Strophe 3 auf.